# Joseph Soueif
Joseph Antoine Soueif (ur. 14 lipca 1962 w Szikka) – libański duchowny maronicki, w latach 2008–2020 arcybiskup Cypru, arcybiskup Trypolisu od 2020.

## Życiorys
Święcenia kapłańskie przyjął 3 września 1987 i został inkardynowany do archieparchii Trypolisu. Pracował duszpastersko na terenie archieparchii, był także m.in. protosyncelem, wiceprzewodniczącym patriarchalnej komisji liturgicznej oraz syncelem odpowiedzialnym za duszpasterstwo i wdrażanie zarządzeń synodu eparchialnego.
29 października 2008 roku został mianowany arcybiskupem Cypru. Sakry udzielił mu patriarcha Nasrallah Piotr Sfeir. 11 listopada 2018 otrzymał nominację na wizytatora apostolskiego dla Grecji. W 2020 roku Synod Kościoła maronickiego przeniósł go na urząd arcybiskupa Trypolisu, na co zgodę wyraził 1 listopada tegoż roku papież Franciszek. Ingres do katedry w Trypolisie odbył 6 grudnia 2020.